# لي كونغ فينه
لي كونغ فينه (بالفيتنامية: Lê Công Vinh)، من مواليد 10 ديسمبر 1985 في فيتنام، لاعب كرة قدم فيتنامي.
و هو يلعب مع نادي سونغ لام نغي أن منذ عام 2004 وحتى الآن.
و قد يلعب مع منتخب فيتنام لكرة القدم.

## كأس آسيا 2007
و قد سجل الهدف الثاني لمنتخب فيتنام لكرة القدم في مرمى منتخب الإمارات لكرة القدم.

## روابط خارجية
- لي كونغ فينه على موقع الاتحاد الدولي (مؤرشف)  (الإنجليزية)
- لي كونغ فينه على موقع رابطة كرة القدم اليابانية للمحترفين (اليابانية)
- لي كونغ فينه على موقع قاعدة بيانات كرة القدم.إي يو (الإنجليزية)
- لي كونغ فينه على موقع ليكيب (الفرنسية)
- لي كونغ فينه على موقع ناشيونال فوتبول تيمز (الإنجليزية)
- لي كونغ فينه على موقع Soccerway.com (الإنجليزية)
- لي كونغ فينه على موقع عالم كرة القدم.نت (الإنجليزية)